# Spastica avicolle
Spastica avicolle is een keversoort uit de familie van oliekevers (Meloidae). De wetenschappelijke naam van de soort is voor het eerst geldig gepubliceerd in 1829-44 door Chevrolat.